# Luis Fermín de Carvajal
Pour les articles homonymes, voir Carvajal.
Luis Fermín de Carvajal-Vargas y Brun, comte de la Union, ou de l'Union, général et noble espagnol, né en 1752 à Lima dans la vice-royauté du Pérou. Il meurt le 20 novembre 1794 à San Lorenzo de la Muga en Catalogne.

## Biographie
Après la mort du général Antonio Ricardos, il commanda en 1794 l'armée espagnole lors de la guerre du Roussillon contre la France, mais échoua et périt lors de la bataille de la Sierra Negra. Il fut remplacé, par intérim, par Pedro Agustín Girón jusqu'à ce que Don José de Urrutia y de las Casas (es) vînt le remplacer.

## Sources
Cet article comprend des extraits du Dictionnaire Bouillet. Il est possible de supprimer cette indication, si le texte reflète le savoir actuel sur ce thème, si les sources sont citées, s'il satisfait aux exigences linguistiques actuelles et s'il ne contient pas de propos qui vont à l'encontre des règles de neutralité de Wikipédia.
- (es) Luis Fermín de Carvajal-Vargas y Brun sur dbe.rah.es